# Jelisaweta Alexandrowna Koschewnikowa
Jelisaweta Alexandrowna Koschewnikowa (russisch Елизавета Александровна Кожевникова; bei der FIS nach englischer Transkription Elizaveta Kozhevnikova; * 27. Dezember 1973 in Moskau) ist eine ehemalige russische Freestyle-Skierin. Sie war auf die Buckelpisten-Disziplinen Moguls spezialisiert. Koschewnikowa gewann zwei olympische Medaillen sowie drei Einzelwettkämpfe im Weltcup.

## Biografie

### Sportliche Laufbahn
Jelisaweta Koschewnikowa gab im Dezember 1989 noch vor ihrem 16. Geburtstag ihr Debüt im Freestyle-Skiing-Weltcup und erreichte als Siebente auf Anhieb ein Spitzenergebnis. Ein knappes Jahr später konnte sie in Tignes ihren ersten Weltcupsieg feiern. Zwei Monate danach wurde sie bei ihren ersten Weltmeisterschaften in Lake Placid Zwölfte. Noch in derselben Saison gelangen ihr in Skole und am Pyhätunturi zwei weitere Siege im Weltcup, weil sie jedoch nur an sechs Wettkämpfen teilnahm, belegte sie in der Moguls-Disziplinenwertung lediglich Rang neun.
Auch in den beiden folgenden Wintern trat die junge Russin nur vereinzelt im Weltcup an, konnte dabei aber nicht mehr an ihre frühen Erfolge anknüpfen. Der größte Erfolg ihrer Karriere gelang Koschewnikowa bei den Olympischen Spielen von Albertville, wo die Buckelpiste erstmals auf dem offiziellen Programm stand: Für das Vereinte Team gewann sie die Silbermedaille hinter der US-Amerikanerin Donna Weinbrecht. Bei den Weltmeisterschaften 1993 in Zauchensee klassierte sie sich – ihren Weltcup-Resultaten entsprechend – auf Rang 13. Erneut reüssieren konnte sie bei den Olympischen Spielen von Lillehammer, wo sie mit Bronze ihre zweite Medaille errang. Zudem erreichte sie 1994 mit Platz sieben ein Karrierehoch in der Weltcup-Disziplinenwertung. Im Januar 1995 belegte sie als Dritte in Lake Placid zum fünften und Mal in ihrer Karriere einen Podestplatz. Bei den folgenden Weltmeisterschaften in La Clusaz schaffte sie mit Platz acht ihr bestes WM-Ergebnis. Nach der Saison 1995/96 musste sie ihre Laufbahn in Folge einer schweren Ellenbogenverletzung 22-jährig beenden.

### Weitere Karriere
Koschewnikowa absolvierte das Staatliche Institut für Körperkultur. Nach dem Karriereende arbeitete sie ab 1997 als Sportkommentatorin für den Fernsehsender NTW und schrieb historisch-biografische Artikel für eine russische Skizeitschrift. 1999 veröffentlichte sie ein Buch über die Geschichte des alpinen Skisports. 2003 wurde sie als eine der zehn besten Sportjournalisten des Landes mit dem Nikolai-Ozerow-Preis ausgezeichnet. Für NTW Plus wirkte sie an der Programmgestaltung hinsichtlich der Olympischen Winterspiele 2014 in Sotschi mit.
Hauptberuflich ist Koschewnikowa als Sportpsychologin tätig und betreute unter anderem die russischen Curling- und Biathlon-Nationalmannschaften sowie das Radsportteam Gazprom-RusVelo als Mentaltrainerin.

## Erfolge

### Olympische Spiele
- Albertville 1992: 2. Moguls
- Lillehammer 1994: 3. Moguls

### Weltmeisterschaften
- Lake Placid 1991: 12. Moguls
- Altenmarkt-Zauchensee 1993: 13. Moguls
- La Clusaz 1995: 8. Moguls

### Weltcupwertungen
| Saison  | Gesamt | Gesamt | Moguls | Moguls |
| Saison  | Platz  | Punkte | Platz  | Punkte |
| ------- | ------ | ------ | ------ | ------ |
| 1989/90 | 42.    | 3      | 14.    | 16     |
| 1990/91 | 23.    | 7      | 9.     | 56     |
| 1991/92 | 42.    | 2      | 14.    | 17     |
| 1992/93 | 57.    | 30     | 21.    | 272    |
| 1993/94 | 20.    | 72     | 7.     | 580    |
| 1994/95 | 36.    | 60     | 11.    | 420    |
| 1995/96 | 31.    | 66     | 8.     | 528    |

### Weltcupsiege
Koschewnikowa errang im Weltcup 5 Podestplätze, davon 3 Siege:
| Datum            | Ort         | Land        | Disziplin |
| ---------------- | ----------- | ----------- | --------- |
| 6. Dezember 1990 | Tignes      | Frankreich  | Moguls    |
| 25. Februar 1991 | Skole       | Sowjetunion | Moguls    |
| 16. März 1991    | Pyhätunturi | Finnland    | Moguls    |

### Weitere Erfolge
- 1992: Verdienter Meister des Sports der UdSSR[2]